# Китаев, Сергей Николаевич
Сергей Николаевич Китаев (1864—1927) — русский военный моряк, коллекционер, художник-акварелист,  генерал-майор по адмиралтейству.

## Биография
Родился 10 июня (22 июня по новому стилю) 1864 года в деревне Клишино. Православный, из потомственных почётных граждан. Отец - пятигорский купец первой гильдии Николай Федорович Китаев, мать - Александра Ефимовна Китаева. (Указ о присвоении звания потомственного почетного гражданства Н.Ф.Китаеву от 29 июля1860 года).
Учился в Морском училище в Петербурге, по окончании которого с 1 октября 1881 года находился на морской военной службе. Младший унтер-офицер (05.11.1882), фельдфебель (14.09.1883), гардемарин (15.09.1883), мичман (01.10.1884). По состоянию на октябрь 1884 года находился в 4-м Балтийском флотском экипаже. Приказом командира Кронштадтского порта в 1884 году был назначен в заграничное плавание на фрегате «Владимир Мономах», с которым совершил кругосветное плавание (1884—1886). Затем приказом командующего отрядом судов на Тихом океане был переведён на клипер «Вестник», на котором служил по 1887 год. 14 марта 1887 года был снова переведён на фрегат «Владимир Мономах».
5 апреля 1888 года Сергей Китаев был назначен распоряжением штаба Кронштадтского порта заведующим гребными судами начальствующих лиц. С октября по декабрь 1889 года был вольнослушателем курсов Артиллерийского офицерского класса, после чего по ноябрь 1890 года служил на крейсере 2-го ранга «Азия». В 1890 году снова стал слушателем Артиллерийского офицерского класса и был зачислен в штатные слушатели обучающегося состава Учебно-артиллерийской команды, откуда был отчислен по болезни в мае 1890 года. 21 апреля 1891 года получил чин лейтенанта. Затем был вахтенным начальником Кронштадтской внутренней брандвахты, заведующим паровыми и гребными судами, после чего был переведён в 7-й флотский экипаж. Находился в заграничном плавании на крейсере 1-го ранга «Адмирал Корнилов» в качестве вахтенного начальника, после чего служил на минном крейсере «Посадник», учебном судне «Скобелев» и крейсере 1-го ранга «Минин». В конце 1894 года был переведен в 4-й флотский экипаж, а в сентябре 1896 года — в 15-й флотский экипаж. В октябре 1896 года Китаев был утверждён командиром 3-й роты команды эскадренного броненосца «Севастополь». После 4-месячного отпуска он был прикомандирован на один год к Морскому кадетскому корпусу. В 1898 году плавал вахтенным начальником на крейсере 1-го ранга «Князь Пожарский». С 1898 по 1902 год являлся младшим отделенным начальником и старшим отделенным начальником Морского кадетского корпуса. В этот же период служил вахтенным начальником на учебном судне «Моряк» (1900—1901).
В 1903—1905 годах Китаев служил на блокшиве № 15 и был командующий учебным судном «Котка». В 1903 году стал штабс-капитаном и капитаном по адмиралтейству; в декабре 1903 года получил чин подполковника. В 1906 году приказом по Морскому ведомству был назначен смотрителем по хозяйственной части Морского кадетского корпуса. В 1908 году находился в отпуске и в 1909 году стал полковником. Затем снова находился в длительном отпуске по семейным обстоятельствам и по болезни. В ноябре 1911 года был зачислен во 2-й Балтийский флотский экипаж. В 1912 он вышел в отставку и был уволен со службы с одновременным повышением до генерал-майора по адмиралтейству.
После Октябрьской революции и Гражданской войны эмигрировал из России. До конца жизни находился в Японии, где умер 14 апреля 1927 года в Токио. Был известен как коллекционер японского искусства, прежде всего японской цветной гравюры. Эту коллекцию он начал собирать ещё в России  В Российском государственном архиве ВМФ имеются документы, относящиеся к С. Н. Китаеву..
Был женат на Анне Ефимовне Замятиной, дочери купца 1-й гильдии. Два его брата — Владимир Николаевич Китаев (1855—1920), и Александр Николаевич Китаев (1852– 22 мая 1901 г.) также были военными моряками.  Владимир умер в Японии, похоронен в Нагасаки.Еще один брат - Василий (1849- 10 октября 1894) был полковником, художником - иллюстратором. 
С. Н. Китаев был награждён российскими наградами: орденами Св. Станислава 3-й и 2-й степеней (1896 и 1903), Св. Анны 3-й и 2-й степеней (1900 и 1911) и Св. Владимира 4-й степени с бантом (1903, за выслугу двадцати пяти лет в офицерских чинах и совершение восьми шестимесячных морских кампаний), а также медалями. В числе зарубежных наград: французский орден Почётного легиона (кавалерский крест, 1891), греческий орден Спасителя 3-й степени (1893) и датский орден Данеброг (кавалерский крест, 1896).